# Tous les hommes de Sara
Pour plus de détails, voir Fiche technique et Distribution.
Tous les hommes de Sara (Tutti gli uomini di Sara) est un giallo italien réalisé par Gianpaolo Tescari et sorti en 1992.

## Synopsis
Sara Lancetti, avocate spécialisée dans les divorces et sur le point de se marier, commence à recevoir des messages et des appels téléphoniques la menaçant de mort si elle se marie. Dans l'espoir d'identifier l'auteur des menaces, elle tente de retrouver tous ses ex-petits amis.

## Fiche technique
- Titre français : Tous les hommes de Sara[1]
- Titre original italien : Tutti gli uomini di Sara[2],[3],[4],[5]
- Réalisateur : Gianpaolo Tescari
- Scénario : Silvia Napolitano
- Photographie : Fernando Ciangola
- Montage : Osvaldo Bargero
- Musique : Antonio Di Pofi
- Sociétés de production : Aran, Rai 2, Hamster Productions, Antenne 2
- Pays de production :  Italie
- Langue originale : italien
- Format : Couleur - Son Dolby - 35 mm
- Durée : 96 minutes
- Genre : Giallo
- Dates de sortie :
  - Italie : 3 septembre 1992 (Mostra de Venise 1992) ; 19 février 1993

## Distribution
- Nancy Brilli : Sara Lancetti
- Giulio Scarpati : Max Altieri
- Claudio Bigagli : Daniele
- Antonella Lualdi : Madame Toscano
- Marie Laforêt : la mère de Sara
- Luciano Bartoli : Riccardo
- Maurizio Donadoni : Andrea
- Antonella Fattori : Manuela
- Stéphane Ferrara : Nicolas
- François Perrot : Gomez